# Adam-Kraft-Gymnasium (Schwabach)
Das Adam-Kraft-Gymnasium (kurz: AKG) ist ein Gymnasium in Schwabach (Bayern, Regierungsbezirk Mittelfranken) mit naturwissenschaftlich-technologischer und  sprachlicher Ausbildungsrichtung. Es ist im Vergleich zu dem Wolfram-von-Eschenbach-Gymnasium das größere der beiden Schwabacher Gymnasien. Es ist nach dem Bildhauer und Baumeister Adam Kraft benannt.
Das AKG ist Seminarschule für die Lehrfächer Deutsch, Englisch, Ethik, Französisch, Geschichte, Informatik, Italienisch, Mathematik und Sport (männlich).

## Geschichte
Ein erster urkundlicher Nachweis aus dem Jahre 1479 belegt die Existenz einer Lateinschule. Diese wurde 1894 in ein Progymnasium mit sechs Jahrgangsstufen umgewandelt. 1945 wurde die Schule kriegsbedingt geschlossen und in ein Lazarett umgewandelt. Eine teilweise Sperrung des Neubaus wurde 1989 aufgrund überhöhter Schadstoff-Emissionen nötig. 1992 wurde die Schule zur „Stützpunktschule Volleyball“ und 1995 begann der Aufbau einer Photovoltaikanlage auf dem Dach des Atriums. 1997 wurde die Schule Modellschule für „Schulen ans Netz“ und „Microsoft“.
Seit 2003 besteht ein Kooperationsvertrag mit der Technischen Fakultät in Erlangen und der Firma Niehoff zur Förderung des naturwissenschaftlichen Nachwuchses.
Im Jahr 2007 wurde ein weiterer Neubau vollendet. Die dort eingerichtete Mensa bietet den Schülerinnen und Schülern wochentags jeweils zwei verschiedene Gerichte für die Mittagsverpflegung an.

## Bekannte ehemalige Schüler und Lehrer

### Forschung
- Ralf Baumeister (* 1961), Biologe
- Bernhard Grill (* 1961), Elektrotechniker, war an der Entwicklung des mp3-Formats beteiligt
- Arno Kleber (* 1955), Geograph
- Silke Wieprecht (* 1965), Bauingenieurin

### Politik
- Thomas Beyer (* 1963), Jurist und Politiker
- Karl Freller (* 1956), Politiker, Staatssekretär im Staatsministerium für Unterricht und Kultus 1998 bis 2007
- Albrecht Haas (1906–1970), Jurist und Politiker
- Hansgeorg Hauser (1943–2021), Politiker
- Franz Wilhelm Kick (1925–2012), Landtagsabgeordneter
- Thomas Lang (* 1973), Bürgermeister von Lauf an der Pegnitz
- Konrad Porzner (1935–2021), Politiker
- Peter Strieder (* 1952), Politiker
- Matthias Thürauf (* 1973), Jurist und Politiker, Oberbürgermeister der Stadt Schwabach 2008 bis 2020[3]
- Manfred Weiß (1944–2017), Politiker, Bayerischer Staatsminister der Justiz 1999 bis 2003
- Peter Reiß (* 1990), Politiker, Oberbürgermeister der Stadt Schwabach[4]

### Sonstiges
- Sigrun Arenz (* 1978), Schriftstellerin
- Birgit von Bentzel (* 1969), Journalistin und Fernsehmoderatorin
- Erich Häußer (1930–1999), Jurist, Präsident des Deutschen Patentamts
- Sebastian Linz (* 1980), Theaterregisseur
- Alfred Kohler (1916–1984), Maler

## Belege
1. 1 2  Adam-Kraft-Gymnasium in der Schuldatenbank des Bayerischen Staatsministeriums für Unterricht und Kultus, abgerufen am 12. August 2024.
2. ↑  Schulleitung. In: www.akg-schwabach.de. Abgerufen am 30. Dezember 2021.
3. ↑  Rathausschlüssel und Amtskette für Peter Reiß. Abgerufen am 17. Dezember 2021.
4. ↑  Oberbürgermeister – Stadtportal Schwabach. Abgerufen am 17. Dezember 2021.